# الحرب الزيرية البيزنطية
الحرب الزيرية البيزنطية, هي سلسلة من الاشتباكات بين البحرية الزيرية و البيزنطية في عهد يحيى بن تميم.

## الحرب
في عام 503هـ / 1110، جهز يحيى 25 سفينة حربية و أرسلها إلى أراضي الدولة البيزنطية، فلقيها الأسطول البيزنطي و كان كبيرا، و حصل اشتباك و استولى الروم على 6 سفن مسلمة, و نجت بقية السفن و عادت إلى المهدية. و من بعدها توقفت الاشتباكات لمدة، ثم في عام ربيع الآخر 507هـ / سبتمبر 1113 أرسل يحيى الأسطول الباديسي، فأغار على سواحل الدولة البيزنطية و نهبها، و عاد الأسطول بسبايا كثر من بلاد الروم و فرح بذلك يحيى و المسلمون و احتفلوا بالنصر. كما أغار الأسطول الزيري أيضا في نفس الفترة على سالرنو و نابولي.

## الصلح
أرسل ألكسيوس الأول كومنينوس سفيرا و معه مجموعة من الهدايا و رسالة تطالب بالكف عن الهجمات و الغارات، فتم استقبال السفير و الاحتفاء به ثم تم توقيع اتفاقية صلح، و بعد ذلك رجع السفير إلى بلاده، و قد سجل ابن حمديس و تغنى بهذه الأحداث في ديوانه.